# G4 EA H1N1型インフルエンザ
G4 EA H1N1型インフルエンザは、2020年6月に中国で発見された、新型インフルエンザウイルスである。

## 概要
中国の科学者が2020年6月に発見し、今後世界的にパンデミックを起こす可能性があるとされている。新型なので、このウイルスに対して免疫をもつ人はほぼ存在しない。